# 山下町 (嘉義市)

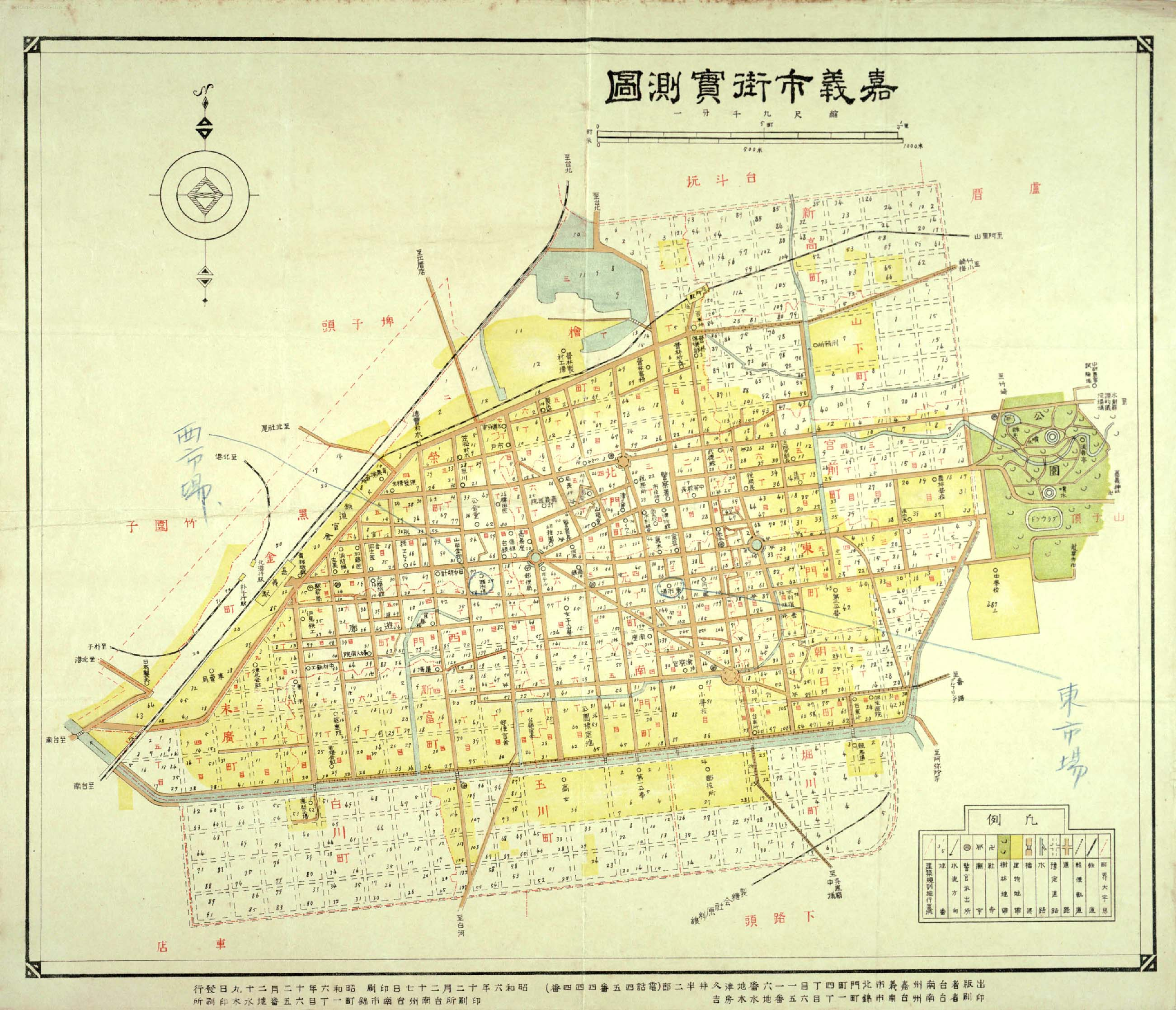
1931年嘉義市街圖

山下町是台南州嘉義市於台灣日治時代1930年至1945年之行政區，未分丁目，位在嘉義市區東側，大致為林森東路、圓福街、民權路、共和路之間的地區，為現今地籍山下段、雲檜段南側、新太平段南側之範圍。

## 町內設施
- 臺南刑務所嘉義支所
- 嘉義商工專修學校（今華南高商前身）[1]